# Lucas Dubois
Pour les articles homonymes, voir Dubois (patronyme).
Pas d'image ? Cliquez ici

a Compétitions nationales et continentales officielles uniquement.

b Matchs officiels uniquement.
Dernière mise à jour le 29 mars 2025.
Lucas Dubois, né le 9 juin 1998 à Perpignan (Pyrénées-Orientales), est un joueur professionnel français de rugby à XV jouant aux postes d'ailier et d'arrière à l'USA Perpignan. 

## Biographie

### Jeunesse et formation
Lucas Dubois grandit dans le village de Villeneuve-de-la-Raho et y débute le rugby en 2006 à l'âge de huit ans dans le club de l'AS Bages Villeneuve avec qui il joue jusqu'à ses quinze ans.
En 2013, il rejoint le centre de formation de l'USA Perpignan.

### Carrière professionnelle
Lucas Dubois dispute son premier match avec l'équipe professionnelle le 22 août 2019 face à l'AS Béziers en tant que titulaire lors de la saison 2019-2020 de Pro D2. Il inscrit le premier essai de sa carrière professionnelle lors de la troisième journée de championnat face à Colomiers Rugby. En décembre 2019, il signe un contrat de trois saisons avec l'USA Perpignan, le liant avec le club catalan jusqu'en juin 2023. Pour sa première saison, il dispute vingt-et-un matchs et inscrit sept essais.
Lors de la saison 2020-2021 de Pro D2, il dispute vingt-deux matchs et inscrit sept essais. Il dispute la finale du championnat face au Biarritz olympique en tant que remplaçant, en entrant en jeu à la 75e minute à la place de George Tilsley. Cette saison, il remporte le championnat de Pro D2 et remonte en Top 14.
Lors de la saison 2021-2022 de Top 14, il dispute vingt matchs de championnat et inscrit cinq essais. Il est remplaçant lors du barrage d'accession au championnat de France remporté par l'USAP face au Stade montois, en entrant en jeu à la 66e minute à la place de Alivereti Duguivalu. Il dispute également 4 matchs de Challenge européen.
Lors de la saison 2022-2023 de Top 14, après le départ de Melvyn Jaminet au Stade toulousain, Lucas Dubois le remplace et s'impose à l'arrière malgré la concurrence de Tristan Tedder. Il gagne ainsi du temps de jeu et dispute alors vingt matchs de championnat et inscrit quatre essais. Il est titulaire lors du barrage d'accession au championnat de France remporté par l'USAP face au FC Grenoble. En février 2023, il prolonge son contrat pour deux saisons supplémentaires, plus une en option, soit jusqu'en juin 2025, alors qu'il était courtisé par plusieurs clubs de Top 14 dont la Section paloise et le Stade français.
À l'issue d'une saison 2023-2024 réussie durant laquelle il inscrit cinq essais en seize rencontres, il est retenu en équipe de France dans une liste de trente-deux joueurs pour préparer la tournée d'été en Argentine. Cette liste est marquée par l'absence des cadres habituels et la présence de nombreux joueurs sans sélections. Le 10 juillet, il joue sous le maillot national face à l'Uruguay, dans une rencontre non capée disputée par l'équipe de France développement.
En début de saison 2024-2025, alors que son contrat arrivait à expiration à la fin de la saison, il décide de le prolonger de trois saisons supplémentaires. Le 19 octobre 2024, lors de la 7e journée de Top 14 face au Lyon OU, il se fracture le péroné. Il se fait opérer en novembre 2024 et manque plusieurs mois de compétition.

## Palmarès
- Vainqueur du Championnat de France de 2e division en 2021 avec l'USA Perpignan.